# Valeriu Bordeanu
Valeriu Ionuț Bordeanu (* 2. Februar 1977 in Botoșani) ist ein ehemaliger rumänischer Fußballspieler und derzeitiger -trainer. Der Außenverteidiger bestritt insgesamt 270 Spiele in der rumänischen Liga 1 und der russischen Premjer-Liga. Im Jahr 2009 gewann er mit Unirea Urziceni die rumänische Meisterschaft. Seit Juni 2017 ist er Assistenztrainer bei CFR Cluj.

## Karriere

### Spieler
Nach seiner Jugendzeit in seiner Heimatstadt Botoșani kam Bordeanu im Herbst 1995 in den Kader der ersten Mannschaft von Ceahlăul Piatra Neamț, das seinerzeit in der höchsten rumänischen Fußballliga, der Divizia A (heute Liga 1), spielte. Am 13. Dezember 1995 kam er dort zu seinem ersten Einsatz. Nachdem er nur unregelmäßig zum Einsatz gekommen war, verließ der den Klub am Saisonende und wechselte in die Divizia B zu Bucovina Suceava. Schon in der Winterpause 1996/97 schloss er sich dem Ligakonkurrenten Politehnica Iași an.
Obwohl der angestrebte Aufstieg verpasst worden war, wurden die Klubs der Divizia A auf ihn aufmerksam. Im Sommer 1999 verpflichtete ihn der rumänische Spitzenklub Steaua Bukarest. Nachdem Bordeanu in seiner ersten Saison bereits Stammspieler wurde, kam er danach nur noch selten zum Einsatz. Er ließ sich mehrmals zum Ligakonkurrenten FCM Bacău ausleihen, um Spielpraxis zu sammeln. Im Sommer 2003 verließ er Steaua schließlich und wechselte zum Lokalrivalen Rapid Bukarest. Ein Jahr später ging er nach Russland und schloss sich Kuban Krasnodar an. Bei Kuban kam Bordeanu aber kaum zum Einsatz und verließ den Verein am Ende der Saison bereits wieder.
Bordeanu kehrte nach Rumänien zurück, wo er für Universitatea Craiova spielte. Nach dem Abstieg am Ende der Saison 2004/05 wechselte er zu seinem früheren Verein Politehnica Iași, der mittlerweile in der Divizia A spielte. Nachdem zuvor der Klassenerhalt erreicht worden war, wechselte er in der Winterpause 2006/07 zum Aufsteiger Unirea Urziceni. Dieser Wechsel erwies sich für Bordeanu als Glücksgriff, da er mit dem Verein zur Meisterschaft 2009 und damit zu seinem ersten Titel kam.
Anfang September 2010 wechselte Bordeanu zum Ligakonkurrenten Dinamo Bukarest. Dort erreichte er das rumänische Pokalfinale und konnte sich für die Europa League qualifizieren. Im Sommer 2011 verließ er den Klub bereits wieder und kehrte zum FC Botoșani in seine Heimatstadt zurück. Mit seinem neuen Verein stieg er nach der Saison 2012/13 in die Liga 1 auf. Anschließend beendete er seine aktive Laufbahn.

### Trainer
Anfang Dezember 2013 wurde Bordeanu Interimstrainer seines früheren Klubs FC Botoșani in der Liga 1, im Januar 2014 wurde er Assistent des neuen Cheftrainers Leontin Grozavu. Seit Juli 2014 war er in gleicher Funktion bei al-Arabi aus Katar tätig. Nachdem sein Chef Dan Petrescu im Dezember 2014 zu ASA Târgu Mureș gewechselt war, blieb er auch unter dessen Nachfolger Daniel Carreño in Katar. Als Petrescu im Sommer 2015 Cheftrainer von Jiangsu Suning wurde, wurde er erneut sein Assistent. Das Gespann arbeitete auch von Juli bis Oktober 2016 beim FK Kuban Krasnodar zusammen. Im Juni 2017 heuerte er gemeinsam mit Petrescu bei CFR Cluj an.

## Erfolge
- Rumänischer Meister: 2009